# Cherthala
Cherthala là một thành phố và khu đô thị của quận Alappuzha thuộc bang Kerala, Ấn Độ.

## Nhân khẩu
Theo điều tra dân số năm 2001 của Ấn Độ, Cherthala có dân số 45.102 người. Phái nam chiếm 49% tổng số dân và phái nữ chiếm 51%. Cherthala có tỷ lệ 86% biết đọc biết viết, cao hơn tỷ lệ trung bình toàn quốc là 59,5%: tỷ lệ cho phái nam là 88%, và tỷ lệ cho phái nữ là 85%. Tại Cherthala, 9% dân số nhỏ hơn 6 tuổi.